# Daniel Hay du Chastelet
Daniel Hay du Chastelet (* 23. Oktober 1596 in Laval; † 20. April 1671 ebenda) war ein französischer römisch-katholischer Geistlicher, Kommendatarabt und Mitglied der Académie française. 

## Leben und Werk
Daniel Hay du Chastelet, der jüngere Bruder von Paul Hay du Chastelet, war Doktor der Theologie und Dekan der heute verschwundenen Kirche Saint-Tugal in Laval, sowie in Personalunion Pfarrer von Andouillé (15 km nördlich Laval), ferner Offizial (Gerichtsvikar) im Bistum Le Mans. Im Gefolge seines Bruders wurde er 1635 in die Académie française (Sitz Nr. 37) gewählt. Er wurde Kommendatarabt der Abtei Notre-Dame de Chambon in Mauzé-Thouarsais und Prior des Priorats Sainte-Croix in Vitré. Es sind nahezu keine Schriften erhalten.